# Hjalmar Torell (musiker)
Oskar Hjalmar Torell, född den 16 mars 1884 i Flisby församling, Jönköpings län, död den 17 september 1973 i Stockholm, var en svensk musikpedagog. Han var far till Barbro Widholm.
Torell avlade folkskollärarexamen 1905, organistexamen 1914, musiklärarexamen 1916 och kantorsexamen 1918. Han blev folkskollärare på Lidingö 1906 och musiklärare vid Lidingö högre allmänna läroverk 1933. Torell var lärare vid Musikhögskolan 1934–1949. Han tilldelades professors namn 1961. Torell blev riddare av Vasaorden 1941. Han vilar på Lidingö kyrkogård.